# Yeray Sabariego
Yeray Sabariego Raja (n. Badia del Vallès, 4 de junio de 1993) es un futbolista español que jugaba en la demarcación de centrocampista para el CP San Cristóbal de la Tercera Federación.

## Biografía
Empezó a formarse como futbolista en la cantera del CD Badia del Valles, RCD Espanyol y del UFB Jàbac Terrassa. En 2012 se unió a la disciplina del CE Sabadell FC para jugar en el equipo B. Jugó en el equipo de la cantera durante tres años, llegando a ser convocado varias veces para el primer equipo. Finalmente en 2015 subió al primer equipo, donde disputó 55 partidos. Hizo su debut profesional el 7 de septiembre de 2013 contra el Deportivo Alavés en un encuentro de la Segunda División de España. Permaneció en el club hasta el mercado invernal de 2017, momento en el que rescindió su contrato con el club, para fichar por el Granada CF "B" a las órdenes de Joseba Aguado.

## Clubes
| Club               | País   | Año       | Partidos | Goles |
| ------------------ | ------ | --------- | -------- | ----- |
| CE Sabadell FC "B" | España | 2012-2015 | 48       | 2     |
| CE Sabadell FC     | España | 2013-2017 | 55       | 0     |
| Granada CF "B"     | España | 2017      | 7        | 0     |
| UE Olot            | España | 2017-2018 | 2        | 0     |
| CF Badalona Futur  | España | 2018-2020 | 35       | 0     |
| FE Grama           | España | 2020-2021 | 24       | 0     |
| AE Prat            | España | 2021-2022 | 23       | 0     |
| CP San Cristóbal   | España | 2022-     | 50       | 5     |